# Konzentrischer Dualismus
Als konzentrischer Dualismus bezeichnete der französische Ethnologe Claude Lévi-Strauss in den 1950er Jahren eine zugrundeliegende Orientierung in den Weltbildern von traditionellen nicht-industrialisierten Kulturen. Diese bevölkerungsmäßig kleinen und isoliert lebenden Gemeinschaften entwickeln vergleichsweise geschlossene Weltbilder mit einer inneren Logik, die innerhalb der Gemeinschaft unhinterfragt bleibt. Ihr Weltbild dient der Gemeinschaft oder Gesellschaft zur Bestätigung und Rechtfertigung des eigenen Weges und Tuns. Damit verbunden ist eine starke Selbstbezogenheit der Gruppe (Ethnozentrismus).
Der Dualismus (Zweiteilung) besteht dabei in der Unterscheidung zwischen Eigengruppe und Fremdgruppe, die Konzentrizität (auf einen Mittelpunkt orientiert) besteht darin, dass von einem Zentrum ausgehend bereits die umgebenden Einheiten als unterschieden oder gar entgegengesetzt bewertet werden. So treffen im Zentrum der Gemeinschaft, das von einem Höchstmaß an Ordnung beherrscht ist, die verschiedenen Interessen der Gemeinschaft aufeinander, beispielsweise die Regelungen von Recht, Einheit oder Frieden. Die umgebende Peripherie ist dagegen von „Mängelwesen“ oder „Unterentwickelten“ bevölkert, die nicht zum Kern der Gesellschaft gehören (beispielsweise Verarmte, Paria oder Sklaven). Und darüber hinausgehend droht bereits jenseits der Dorf- oder Gebietsgrenze das ungeregelte Chaos (vergleichbar der „Barbarei“ bei den antiken Griechen oder Römern).
Der Begriff des konzentrischen Dualismus wird auch in der aktuellen Ethnologie (Völkerkunde) verwendet, beispielsweise beim deutschen Ethnologen Christoph Antweiler in Zusammenhang mit Diskursanalysen von Ethnisierung und Ethnozentrismus.